# Valentine (Nebraska)
Valentine is een plaats (city) in de Amerikaanse staat Nebraska en valt bestuurlijk gezien onder Cherry County.

## Demografie
Bij de volkstelling in 2000 werd het aantal inwoners vastgesteld op 2820. In 2006 is het aantal inwoners door het United States Census Bureau geschat op 2703, een daling van 117 (-4,1%).

## Geografie
Volgens het United States Census Bureau beslaat de plaats een oppervlakte van 5,2 km², waarvan 5,2 km² land.

## Plaatsen in de nabije omgeving
De onderstaande figuur toont nabijgelegen plaatsen in een straal van 44 km rond Valentine.